# フエヤッコダイ
フエヤッコダイ（笛奴鯛、学名：Forcipiger flavissimus）は、スズキ目チョウチョウウオ科フエヤッコダイ属に分類される魚類の一種。種小名は、「黄色く鼻が低い」を意味する。

## 形態
- 体長22cm[1]。
- 体色は黄色で、頭部の下と口が白く額は黒い三角形の斑紋がある。吻の部分は白い。
- 体形は縦に扁平で、体高がある。
- 吻は細長く筒状。
- 胸鰭は長い。尻鰭後部に黒い斑紋が入る。尾鰭は透明。

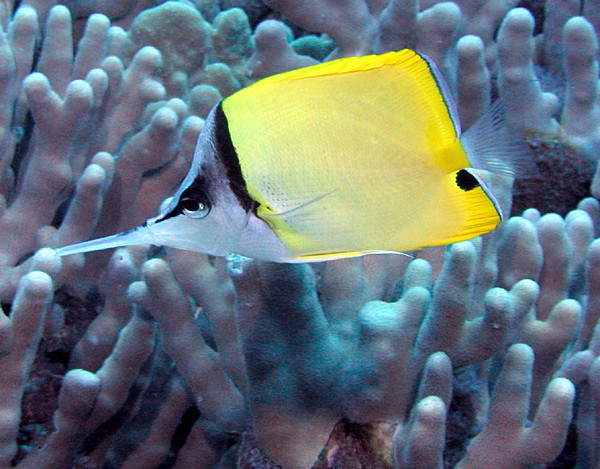
オオフエヤッコダイ

よく似た種
よく似た種に「オオフエヤッコダイ」がいる。本種とオオフエヤッコダイは1961年まで同一種とされていた。区別は難しいがオオフエヤッコダイには鰓蓋の下に小さな黒い斑点があることで本種と見分けがつく。そのほか、吻の部分まで黒い場合は本種ではなくオオフエヤッコダイの場合が高い。しかし、個体により、この種と本種の中間的な色もあるので注意が必要。また、「オオフエヤッコダイ」には全身が黒色や褐色のものがいる。生息地は海外が中心のため日本国内の場合は本種である可能性が高い。

## 生態
珊瑚礁や岩礁に生息する。単独もしくはペアで生活することが多いが、数匹からなる小規模な群れを形成し生活することもある。食性は動物食で、甲殻類やゴカイ等を食べる。細長い口はサンゴや岩の隙間にいる獲物を捕食するのに適している。卵や幼生の期間が長く、本種の分布域が広い理由と考えられる。

## 分布
太平洋の熱帯域、インド洋の熱帯域、紅海。チョウチョウウオ科の魚の中では最も分布範囲が広い。日本では沖縄県石垣島川平湾が特に観察スポットとして有名。グラスボートからも観察できる。

## 人とのかかわり
一般的には食用とはされず、観賞魚として飼育されることがある。体色や形態から人気は高い。